# BBC 교향악단

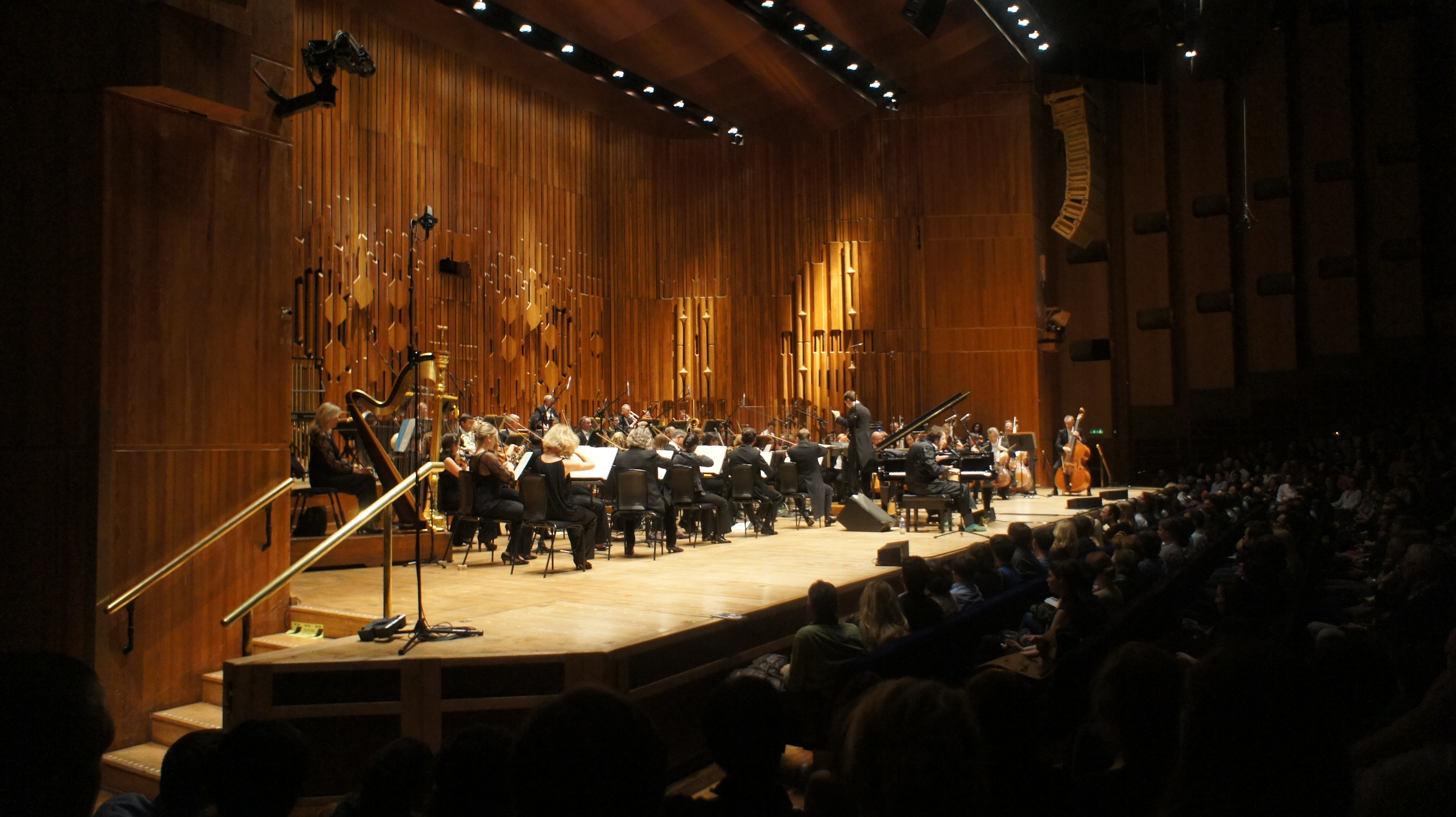

BBC 교향악단(BBC Symphony Orchestra)은 영국방송공사가 운영하는 관현악단의 하나이며, 런던을 본거지로 하고 있다.

## 역사
1930년에 영국 최초의 방송 교향악단으로 창단되었으며, 초대 상임 지휘자로 에이드리언 볼트가 임명되었다. 볼트는 20년 동안 장기 재임하면서 악단 육성에 집중했고, 단기간에 영국 유수의 관현악단으로 평가받게 되었다. 주요 공연장으로는 퀸즈 홀을 사용하고 있었으나, 2차 세계대전 발발로 인해 브리스톨이나 베드퍼드 등 런던 외곽으로 피난해 있기도 했다. 퀸즈 홀이 영국 본토 항공전 시기에 독일 공군의 폭격으로 전소된 뒤에는 런던 공연 때 로열 앨버트 홀을 사용했다.
볼트가 사임한 후에는 말콤 사전트가 직책을 이어받았으며, 이어 오스트리아 출신인 루돌프 슈워츠가 임명되었다. 그러나 슈워츠는 청중과 평단으로부터 부정적인 평가를 받았고, 악단의 연주력도 하락세를 보이기 시작했다. 1962년에는 악단 조련의 1인자로 유명했던 헝가리 출신의 안탈 도라티를 초빙했고, 도라티는 연주력 회복에 주력하면서 버르토크나 코다이 등 자국 작곡가들의 작품을 악단 레퍼토리에 추가시켰다.
도라티 퇴임 후에는 콜린 데이비스와 피에르 불레즈가 차례로 임명되었고, 1976년에는 루돌프 켐페를 후임으로 영입했다. 그러나 켐페가 부임한 해에 타계하면서 약 2년 동안 상임 지휘자 공백기 활동을 해야 했고, 1978년에 소련 지휘자인 겐나디 로제스트벤스키를 상임 지휘자로 초빙했다. 로제스트벤스키는 쇼스타코비치 등의 자국 작곡가 작품의 연주 보급에 주력했으며, 로제스트벤스키가 소련으로 귀국한 뒤에는 존 프리처드가 자리를 이어받아 1989년에 타계할 때까지 재임했다.
프리처드 후임으로는 앤드루 데이비스와 레너드 슬래트킨이 차례로 재임했고, 2006년에는 체코 출신의 이르지 벨로흘라베크가 상임 지휘자로 부임해 현재까지 재직 중이다. 이외에도 2005년부터 미국 출신 지휘자인 데이비드 로버트슨이 수석 객원 지휘자로 활동 중이며, 앤드루 데이비스는 퇴임 후 계관 지휘자 칭호를 수여받았다.

## 주요 활동
현재 상주 공연장으로 바비컨 센터를 사용하고 있으며, 방송 연주회는 BBC의 메이다 베일 스튜디오에서 공연되고 있다. 정기 연주회와 방송 연주회를 비롯한 대부분의 공연은 BBC 라디오와 텔레비전을 통해 생중계되고 있다. 창단 초기부터 자국 작곡가들을 위시한 현대 작품의 적극적인 공연으로 유명했으며, 지금도 해리슨 버트위슬과 존 태브너, 마크앤서니 터니지 등의 신작을 위촉해 공연하고 있다. 1975년에는 BBC 교향악단 합창단(BBC Symphony Chorus. 1928년 창단)이 악단 부속 합창단으로 개편되어 활동하고 있다.
매년 7월과 9월 사이에 로열 앨버트 홀에서 개최되는 콘서트 시리즈인 '더 프롬스(The Proms)' 에서도 주도적인 역할을 하고 있으며, 특히 자국 작곡가들의 명곡을 위주로 개최하는 폐막 연주회인 '프롬스의 마지막 밤(Last Night of the Proms)' 은 대중음악 콘서트의 열기를 방불케 하는 인기로 유명하다.
녹음은 초대 상임이었던 볼트 때부터 영국 음악을 중심으로 시작했으며, 도라티는 전속사였던 미국 음반사 머큐리에 버르토크나 코다이 등을 비롯한 동유럽권 작품들을 많이 녹음했다. 콜린 데이비스는 합창 음악을 중심으로 녹음 활동을 했고, 불레즈는 자작곡을 비롯한 현대음악을 전속사였던 CBS(현 소니 클래시컬)에 다수 녹음했다. 앤드루 데이비스는 텔덱과 샨도스 등지에 영국 음악 위주로 많은 녹음을 남겼고, 엘가의 미완성 교향곡인 3번의 안소니 페인 복원판 세계 최초 녹음도 음반으로 발매되었다. 슬래트킨은 번스타인이나 새뮤얼 바버 등 미국 작곡가들의 작품을 레퍼토리에 추가해 음반화했다.
최근에는 BBC 엔터프라이즈 산하의 'BBC 레전즈(BBC Legends)'에서 역대 공연의 실황 음원이 음반화되고 있다.

## 역대 상임 지휘자
- 에이드리언 볼트 (1930-1950)
- 말콤 사전트 (1950-1957)
- 루돌프 슈워츠 (1957-1963)
- 안탈 도라티 (1962-1966)
- 콜린 데이비스 (1967-1971)
- 피에르 불레즈 (1971-1975)
- 루돌프 켐페 (1976)
- 겐나디 로제스트벤스키 (1978-1981)
- 존 프리처드 (1982-1989)
- 앤드루 데이비스 (1989-2000. 이후 계관 지휘자)
- 레너드 슬래트킨 (2000-2004)
- 이르지 벨로흘라베크 (2006-2012)[1]
- 사카리 오라모 (2013-)[2]